# Justizanstalt Wels
Die Justizanstalt Wels ist ein gerichtliches Gefangenenhaus, das dem Landesgericht Wels in Oberösterreich angegliedert ist. Das Gefängnis wird als Haftanstalt für die Untersuchungshäftlinge des Landesgerichts verwendet. Zudem können in dem Gebäude auch weibliche und männliche Strafgefangene untergebracht werden, deren Gesamthaftzeit 18 Monate nicht überschreitet. Mit nur 156 Planhaftplätzen gehört das Gefangenenhaus zu den kleineren österreichischen Justizanstalten. Zum Stichtag 30. August 2007 waren in der Justizanstalt Wels 27 Untersuchungsgefangene und 93 Strafgefangene inhaftiert. Dies entspricht einer Gesamtauslastung der Anstalt von 83,97 %.
Im Jahr 1896 genehmigte Kaiser Franz Joseph I. den Bau des Gerichtsgebäudes mit angeschlossenem Gefangenentrakt. Am 1. November 1900 wurde die Justizanstalt eröffnet.